# 田原村 (愛知県)
田原村（たばらむら）は、愛知県南設楽郡にかつて存在した村。
現在の新城市（旧・作手村）の一部（作手田原・作手黒瀬など）に該当する。

## 歴史
- 1878年（明治11年） - 東田原村、西田原村が合併し、田原村が発足。
- 1889年（明治22年）10月1日 - 田原村、黒瀬村が合併し、田原村が発足。
- 1906年（明治39年）5月1日 - 巴村、菅沼村、高松村、田代村、杉平村、保永村、荒原村、大和田村と合併し、作手村が発足。同日田原村は廃止。